# 于敦
于敦（？—？），代人，鮮卑族，南北朝時期北魏名將于栗磾之孫，侍中及尚書令于洛拔的六名兒子中排行第二，車騎大將軍于烈之弟。

## 生平
于敦的仕途由中散開始，其後遷為驍騎將軍。景明年間，于敦為假節，處理并州事務，除征虜將軍、恒州刺史。于敦死於任內，贈使持節、平北將軍、恒州刺史。其子于昕亦是北魏大將。